# Ґуше (Марказі)
Ґуше (перс. گوشه) — село в Ірані, у дегестані Шамсабад, в Центральному бахші, шахрестані Ерак остану Марказі. За даними перепису 2006 року, його населення становило 295 осіб, що проживали у складі 76 сімей.

## Клімат
Середня річна температура становить 9,82°C, середня максимальна – 28,08°C, а середня мінімальна – -11,43°C. Середня річна кількість опадів – 256 мм.
| Клімат поселення                              | Клімат поселення | Клімат поселення | Клімат поселення | Клімат поселення | Клімат поселення | Клімат поселення | Клімат поселення | Клімат поселення | Клімат поселення | Клімат поселення | Клімат поселення | Клімат поселення | Клімат поселення |
| Показник                                      | Січ.             | Лют.             | Бер.             | Квіт.            | Трав.            | Черв.            | Лип.             | Серп.            | Вер.             | Жовт.            | Лист.            | Груд.            |                  |
| Середній максимум, °C                         | 4,34             | 5,88             | 9,58             | 16,34            | 21,64            | 26,74            | 28,08            | 28,00            | 23,40            | 17,11            | 10,58            | 5,32             |                  |
| Середня температура, °C                       | −3,54            | −2               | 1,70             | 8,45             | 13,75            | 18,85            | 22,77            | 22,71            | 18,09            | 11,80            | 5,28             | 0,02             |                  |
| Середній мінімум, °C                          | −11,43           | −9,89            | −6,19            | 0,56             | 5,86             | 10,97            | 17,47            | 17,39            | 12,78            | 6,50             | −0,04            | −5,28            |                  |
| Норма опадів, мм                              | 37               | 37               | 48               | 35               | 29               | 5                | 2                | 1                | 0                | 7                | 23               | 32               |                  |
| Середньомісячна швидкість вітру, м/с          | 1.12             | 2.37             | 2.58             | 2.53             | 2.27             | 2.10             | 2.00             | 1.88             | 1.90             | 1.88             | 1.61             | 1.43             |                  |
| Середньомісячна сонячна радіація, кДж/м²·день | 9595             | 12531            | 15312            | 18547            | 22470            | 26931            | 25995            | 24312            | 21504            | 15962            | 11192            | 9205             |                  |
| --------------------------------------------- | ---------------- | ---------------- | ---------------- | ---------------- | ---------------- | ---------------- | ---------------- | ---------------- | ---------------- | ---------------- | ---------------- | ---------------- | ---------------- |
| Джерело:                                      |                  |                  |                  |                  |                  |                  |                  |                  |                  |                  |                  |                  |                  |